# Déclaration d'indépendance du Texas

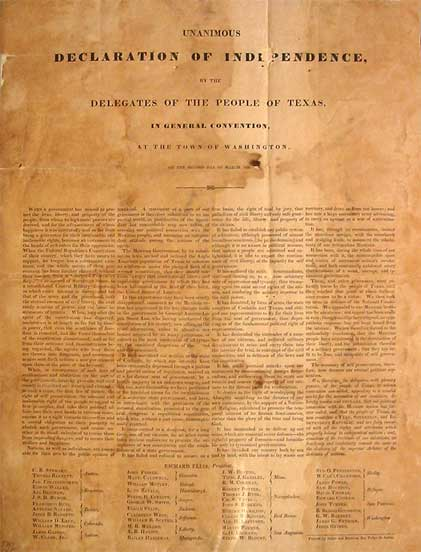
Le texte de la déclaration

La déclaration d'Indépendance du Texas est la déclaration officielle de l'indépendance de la république du Texas contre le Mexique pendant la révolution texane. Elle est adoptée le 2 mars 1836 par la convention de 1836 qui siège à Washington-on-the-Brazos, et signée le lendemain après correction de quelques erreurs dans le texte.

## Le contexte
En octobre 1835, les colons de la province du Texas, alors mexicaine, déclenchent la révolution texane. Certains pensent que l'objectif doit être l'indépendance totale du Mexique, tandis que d'autres cherchent la ré-implémentation de la constitution mexicaine de 1824 (qui offrait une plus grande liberté que ce que le gouvernement central du Mexique déclarait l'année précédente). Pour régler la question, une convention est convoquée en mars 1836.
Cette convention diffère des conseils précédents de 1832, 1833 et 1835. La plupart des délégués au congrès de 1836 sont de jeunes hommes récemment arrivés au Texas, bien que beaucoup d'entre eux aient participé à l'une des batailles en 1835. Des membres du parti de la guerre, qui en constituent la majorité, insiste pour que le Texas déclare son indépendance du Mexique. Quarante-et-un délégués arrivent ainsi à Washington-on-the-Brazos le 28 février.

## Le déroulement
La convention est convoquée le 1er mars avec Richard Ellis en tant que président. Les délégués choisissent un comité de cinq d'entre eux pour rédiger une déclaration d'indépendance. Le comité est dirigé par George Childress avec Edward Conrad, James Gaines, Bailey Hardeman (en), et Collin McKinney. Le comité présente son projet dans un délai de 24 heures seulement, ce qui conduit les historiens à supposer que Childress l'avait écrit avant son arrivée à la Convention.
La déclaration est approuvée le lendemain, sans aucun débat. S'appuyant principalement sur les écrits de John Locke et Thomas Jefferson, la déclaration proclame que le gouvernement mexicain « a cessé de protéger la vie, la liberté et la propriété du peuple, desquels proviennent ses pouvoirs légitimes » et se plaignent « d'actes arbitraires, d'oppression et de tyrannie ». La déclaration établit officiellement la république du Texas.
La déclaration mentionne entre autres les raisons suivantes pour expliquer la séparation :
- La constitution de 1824 qui établissait une république fédérale avait été usurpée et changée en une dictature militaire par le général Antonio López de Santa Anna.
- Le gouvernement mexicain avait promis des libertés constitutionnelles aux colons texans, mais il était ensuite revenu sur ces promesses.
- L'administration de l'époque était dirigée à Saltillo, capitale de la province de Coahuila y Texas, qui était éloignée. De plus, les textes officiels étaient rédigés en espagnol.
- Les droits politiques comme le port d'armes et le droit à être jugé par un jury, étaient refusés.
- Il n'existait pas d'éducation publique.
- Les colons n'avaient pas le droit à la liberté religieuse.

## L'abolition de l'esclavage, une vraie motivation?
Certains croient que l'une des raisons de la sécession réside dans l'abolition de l'esclavage au Mexique. En 1829, le Mexique abolit l'esclavage, mais il accorde une dérogation jusqu'en 1830 au Texas. Cette année-là, le Mexique déclare illégale l'importation d'esclaves. L'immigration anglo-américaine dans la province ralentit à ce moment, les colons étant en désaccord avec ce changement réglementaire.
Pour contourner la loi, de nombreux colons anglo-américains transforment leurs esclaves en domestiques sous contrat. D'autres appellent simplement leurs esclaves « serviteurs sous contrat » sans changer leur statut juridiquement. Les esclavagistes qui tentaient d'entrer au Mexique obligeaient leurs esclaves à signer des contrats qui prétendaient que ceux-ci leur devaient de l'argent et travailleraient pour payer leurs dettes. Les bas salaires des esclaves rendant le remboursement impossible, la dette devenait ainsi héréditaire, même si aucun esclave ne recevait de salaire jusqu'à l'âge de dix-huit ans. En 1832, l'État adopte une loi interdisant les contrats des travailleurs d'une durée de plus de dix ans.
L'abolition de l'esclavage crée des tensions entre le gouvernement mexicain et les colons esclavagistes des États-Unis. Ces tensions atteignent leur paroxysme à Anahuac. En août 1831, Juan Davis Bradburn, le commandant militaire de la douane de Upper Galveston Bay donne asile à deux hommes qui avaient échappé à l'esclavage en Louisiane. Le propriétaire d'esclaves William Barret Travis embauche alors un avocat local, pour faire une tentative de récupération des hommes. Lorsque Bradburn arrête Travis sur des soupçons de fomenter une insurrection, les colons se révoltent. Les manifestations sont arrêtées grâce à des manœuvres politiques.
D'autres contestent cette thèse et affirment qu'il y a peu de preuves pour étayer cette affirmation. Seulement trois références contemporaines ont été trouvées qui indiquent un lien possible entre l'esclavage et la révolution. D'autre part, beaucoup d'autres motivations pour la révolution ont été documentées, notamment la fiscalité, les droits de douane, et le manque de protection des droits auxquels les colons s'étaient habitués aux États-Unis.

## Source
- (en) Cet article est partiellement ou en totalité issu de l’article de Wikipédia en anglais intitulé « Texas Declaration of Independence » (voir la liste des auteurs).